# Il templario
Il templario (El templer) és una òpera en tres actes composta per Carl Otto Nicolai probablement sobre un llibret italià de Girolamo M. Marini, basat en la novel·la Ivanhoe de Walter Scott. S'estrenà al Teatro Regio de Torí l'11 de febrer de 1840. Fou revisada el 20 de desembre de 1845 en alemany amb el nom Der Tempelritter i llibret de Siegfried Kapper.

## Repartiment estrena
- Pio Botticelli: Cedrico
- Lorenzo Salvi: Vilfredo
- Luigia Abbadia: Rovena
- Eutimio Polonini: Luca
- Cesare Badiali: Briano
- Achille Bassi: Isacco
- Antonietta Marini Raineri: Rebecca
- Angela Villa: Emma
- Antonio Bruni: Gualtiero[3]